# Fisker Latigo CS
O Latigo CS é um modelo esportivo da Fisker Coachbuild.